# Superga
Pour l'entreprise textile, voir Superga (entreprise).

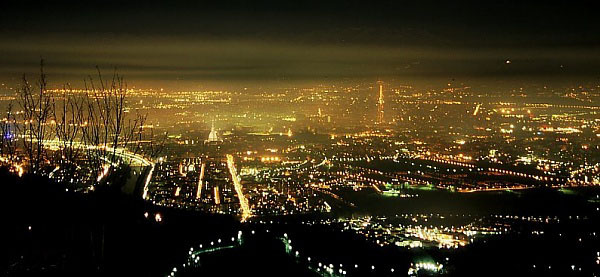
Vue panoramique nocturne de Turin depuis la colline de Superga.

Superga est une colline culminant à 669 ou 670 mètres d'altitude à l'est de Turin. À son pied passe le Pô.

## Histoire
En 1949, le vol spécial Avio-Linee Italiane qui transportait l'équipe de football du Torino Football Club voit son appareil s'écraser sur la colline, provoquant la mort des 31 passagers, dont la quasi-totalité de l'équipe du Torino.

## Activités
La colline est connue comme un des rendez-vous favoris des Turinois en quête d'air pur et de nature.
L'une de ses attractions majeures est la basilique de Superga, chef-d'œuvre Rococo de l'architecte italien Filippo Juvarra.
Elle offre une vue panoramique sur la ville et sur les Alpes. Par beau temps, il s'étend du mont Viso au mont Rose en passant par le mont Blanc. Jean-Jacques Rousseau, lors de sa première visite, a observé le panorama et a déclaré : « J'ai devant moi le plus beau spectacle qui puisse affecter l'œil humain ».
Un chemin de fer à crémaillère, ainsi qu'une route, permettent d'accéder au sommet de la colline. C'est cette route qui est empruntée par Milan-Turin, l'une des plus anciennes courses cyclistes, créée en 1876. L'arrivée de la course est fréquemment jugée au sommet de la colline depuis 2012 (alors qu'auparavant, la course ne faisait qu'y passer).

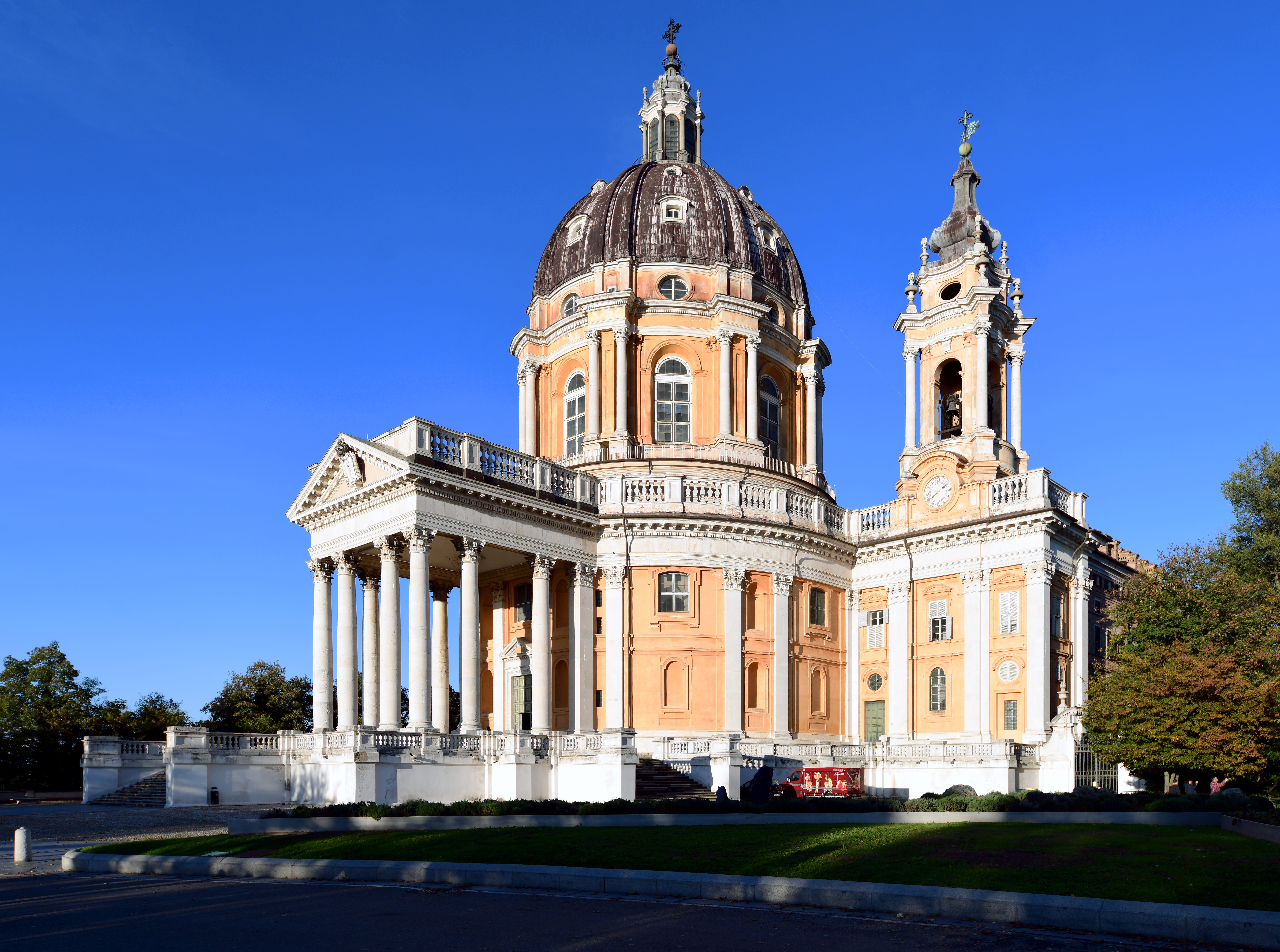
Vue de la basilique sur sa plate-forme artificielle.
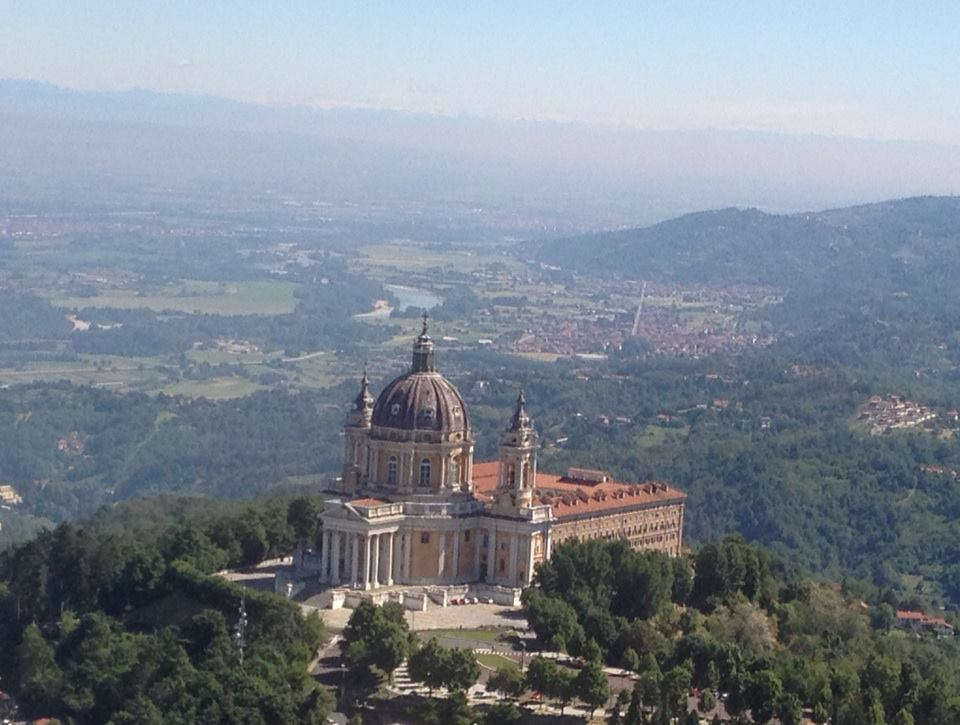
La basilique vue d'avion.
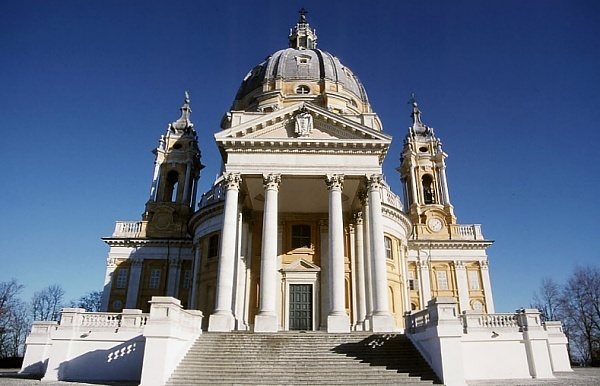
Vue de face de la basilique.

### Cyclisme
L'ascension de cette colline, classée en 2e catégorie, fut effectuée à deux reprises lors de la 14e étape du Giro 2022.